# Haldenhof (Ötisheim)
Der Haldenhof ist ein Wohnplatz auf der Gemarkung von Ötisheim im Enzkreis in Baden-Württemberg.

## Geographie
Haldenhof liegt direkt nördlich am Ortsteil Erlenbach. Ötisheim ist 2,1 Kilometer westnordwestlich entfernt, dessen Ortsteil Schönenberg 0,7 Kilometer nördlich, Mühlacker 1,4 Kilometer südöstlich (jeweils in Luftlinie bis zur Ortsmitte).

## Verkehr
Haldenhof ist von Schönenberg und von Erlenbach über die Haldenstraße zu erreichen.